# 新杉田駅

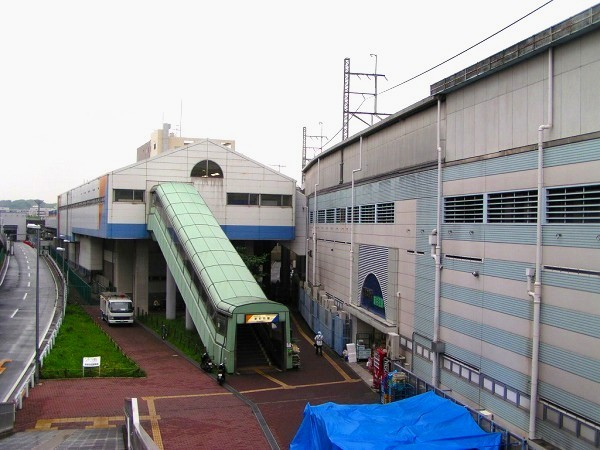
右から順にJR東口と横浜新都市交通（現・横浜シーサイドライン）の駅舎（2006年5月）

新杉田駅（しんすぎたえき）は、神奈川県横浜市磯子区新杉田町にある、東日本旅客鉄道（JR東日本）・横浜シーサイドラインの駅である。

## 乗り入れ路線
JR東日本の根岸線と、横浜シーサイドラインの金沢シーサイドラインが乗り入れ、接続駅となっている。当駅は金沢シーサイドラインで唯一、金沢区外に位置する駅である。
JR東日本の駅は、特定都区市内制度における「横浜市内」に属している。根岸線には「JK 05」、横浜シーサイドラインの金沢シーサイドラインには「1」の駅番号がそれぞれ付与されている。
近隣に京浜急行電鉄（京急本線）の杉田駅がある。杉田駅では根岸線・横浜シーサイドラインへの乗換案内を行っているが、当駅では京急線への直接の乗換案内は行われていない。

## 歴史
- 1970年（昭和45年）3月17日：国鉄根岸線・磯子駅 - 洋光台駅間の開通[1]と同時に開業[2]。
- 1978年（昭和53年）8月16日：新杉田駅東バスターミナル使用開始[3]
- 1987年（昭和62年）4月1日：国鉄分割民営化により、JR東日本の駅となる[2]。
- 1988年（昭和63年）9月：直営のハンバーガー店「テースト・イースト・ハンバーガー」開店[4]。
- 1989年（平成元年）
  - 7月5日：横浜新都市交通（現・横浜シーサイドライン）金沢シーサイドラインが金沢八景駅まで開通[5][6]。
  - 7月20日：駅ビル「アルカード新杉田」部分開業[7]。
  - 9月15日：駅ビル全面開業[7]。
- 1994年（平成6年）2月4日：JR東日本の駅に自動改札機を設置[8]。
- 1998年（平成10年）：駅ビルリニューアル。
- 2000年（平成12年）：JRホームにエレベーター設置。ホーム磯子寄りに上屋増設。
- 2001年（平成13年）11月18日：JR東日本でICカード「Suica」供用開始。
- 2006年（平成18年）12月12日：JRホームでエスカレータ設置工事を開始。
- 2007年（平成19年）
  - 6月12日：JRホームでエスカレータ使用開始。
  - 7月：2回目の駅ビルリニューアル。
- 2019年（令和元年）6月1日夜：金沢シーサイドライン新杉田駅逆走事故が発生[9][10]。
- 2025年（令和7年）7月11日：JR東日本でスマートホームドアの使用を開始[11]。

## 駅構造
根岸線の高架線はほぼ北西から南東に走り、その後は南へ行く。JRの駅の北東の脇に横浜シーサイドラインの駅があり、横浜シーサイドラインの高架は当駅からほぼ南東に延びる形となっている。

### JR東日本
相対式ホーム2面2線を有する高架駅。ホーム全体が勾配（横浜方が下り勾配、大船方が上り勾配）となっている。
駅舎は高架下にあり、それぞれのホームから階段が延びる。階段は各ホームにそれぞれ1本ずつある。1番線横浜寄りの階段および2番線大船寄りにあった階段では2007年（平成19年）6月12日からエスカレータが設置された。エレベーターも併設されている。
桜木町統括センター管理の業務委託駅（JR東日本ステーションサービス委託）で、駅舎内にはみどりの窓口・自動券売機・多機能券売機・指定席券売機・自動改札機が設置されている。なお、お客さまサポートコールシステムが導入されており、早朝は遠隔対応のため改札係員は不在となる。その他、改札外に売店「NewDays」新杉田1号店がある。以前は改札内にも売店があったほか、一時期に立ち食いそば店が改札口の横にあった。
トイレは改札内に設置されており、多目的トイレも設けられている。
なお、1980年代末期までは、改札口・券売機は1階に設置されていた。
改札を出ると、根岸線の高架下に駅ビル「ビーンズ新杉田」があり、ここから北東側に行くと東口、南西側に行くと西口に出る。駅ビルには売店や食堂のほか、ユニクロなどが軒を連ねている。
のりばは東口側を1番線として、下表の通り。

#### のりば
| 番線 | 路線   | 方向 | 行先                     | 備考           |
| ---- | ------ | ---- | ------------------------ | -------------- |
| 1    | 根岸線 | 下り | 洋光台・大船方面         |                |
| 2    | 根岸線 | 上り | 横浜・東京・上野方面     | 京浜東北線直通 |
| 2    | 横浜線 | -    | 新横浜・町田・八王子方面 | 朝晩のみ運転   |

（出典：JR東日本:駅構内図）

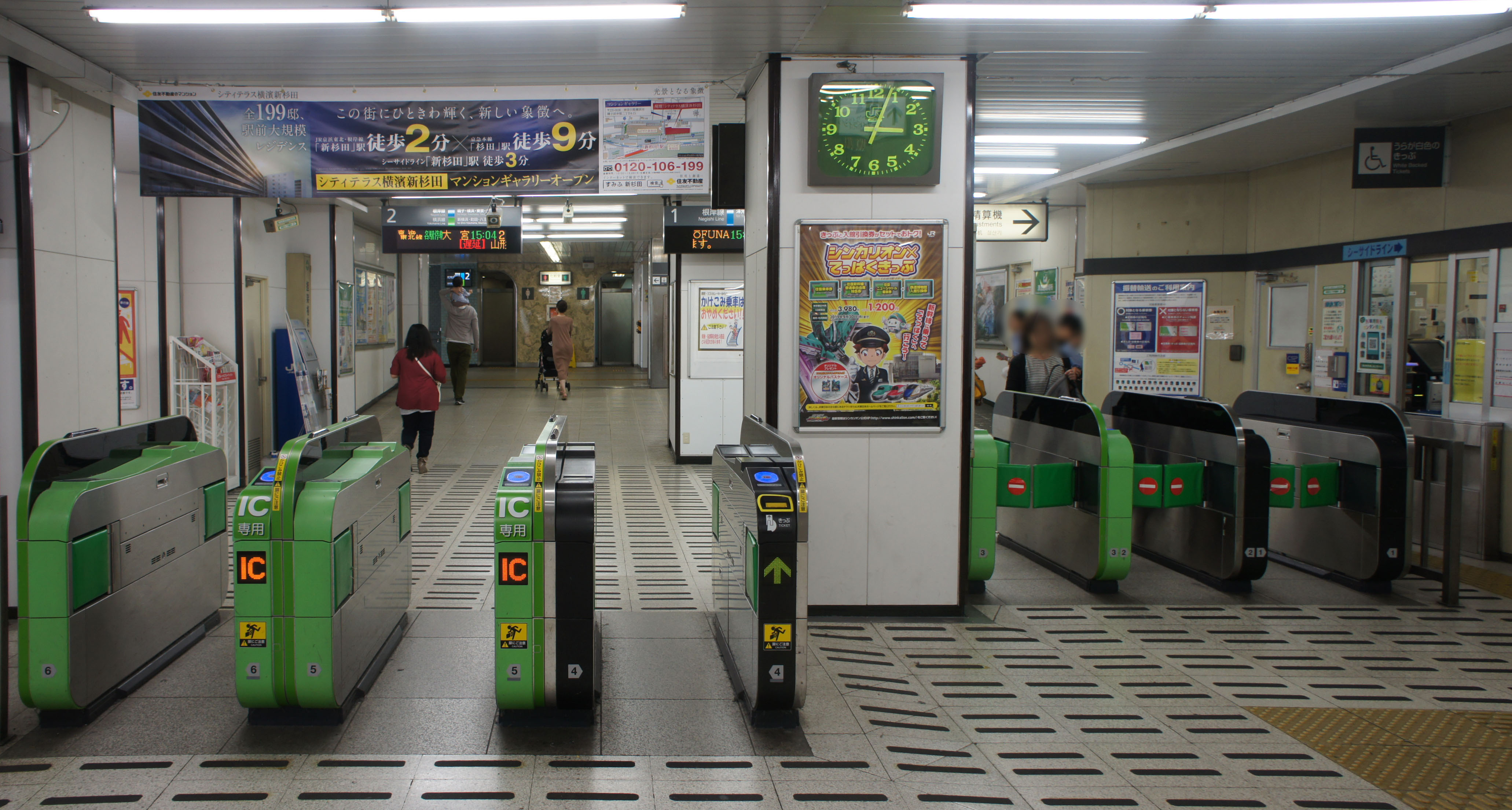
改札口（2019年6月）
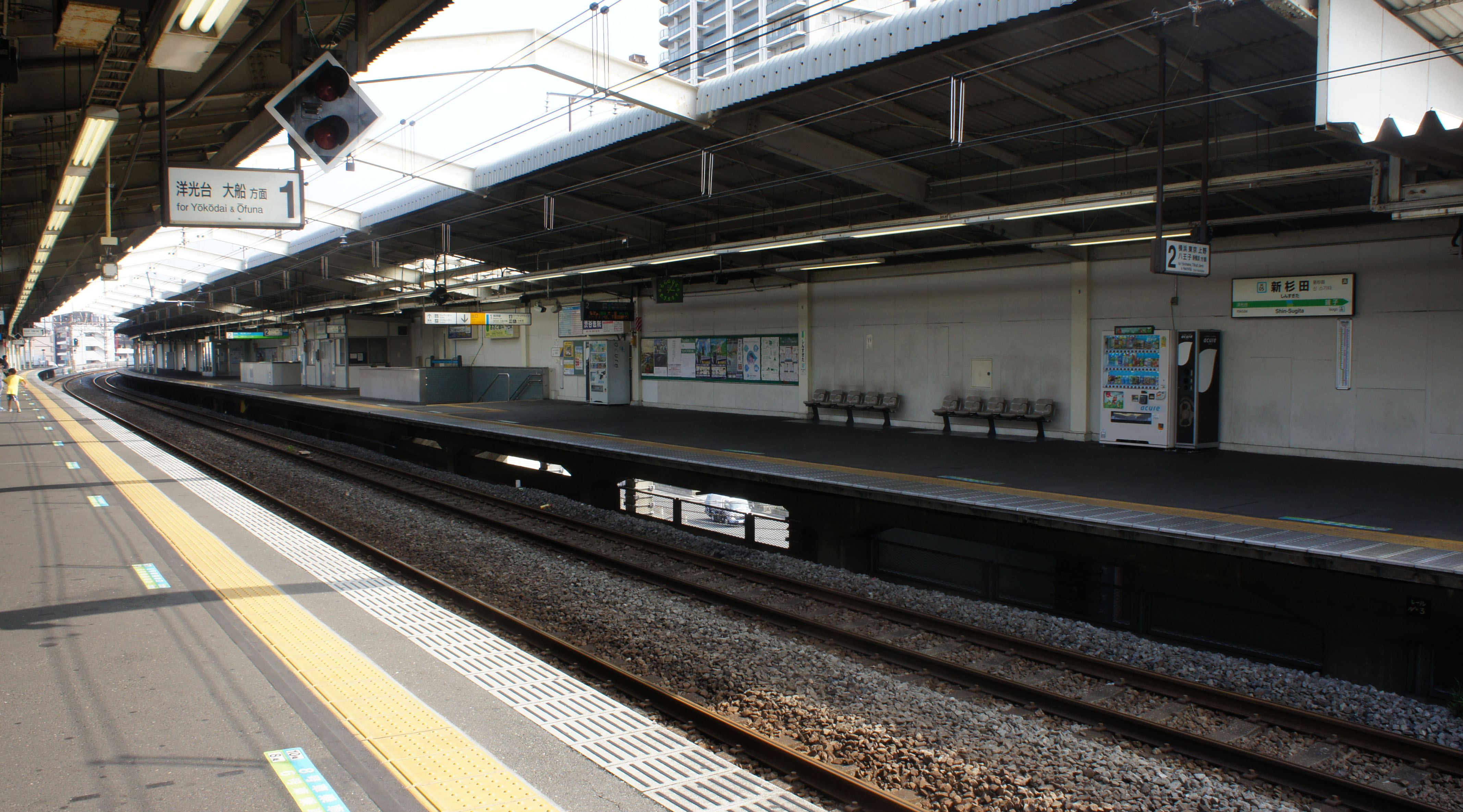
ホーム（2019年6月）

### 横浜シーサイドライン
頭端式ホーム1面2線を持つ高架駅で、ホームドアが設置されている。駅番号は1。のりばは北側から1番線、2番線となっており、両方のホームで金沢八景方面からの列車が下車客を扱い、その後折り返し金沢八景方面に発車していく。直営駅。
ホームの西側に接する形で駅舎がある。ここには横浜信用金庫のATM・自動改札機・自動券売機と定期券・グッズなどを発売する有人の窓口がある。改札外のゆうちょ銀行ATMは撤去され、宅配便用ロッカー・コインロッカー・公衆電話がある。平日の午前中のみの営業の京急ステーションコマース運営の売店も設置されていたが、2019年以降、存在していない。
改札外の調剤薬局で、平日の9-19時、土曜の9-13時の営業時間内ならば、飲料・飴などが購入可能。改札内外に飲料の自動販売機もある。
トイレは改札内に設置され、手洗器には液体石鹸も備え付けられ、多目的トイレも設けられている。
横浜シーサイドラインの駅舎を出るとJRの東口の駅前に出る他、横浜シーサイドラインの駅舎とJRの駅ビルとを直接結ぶ通路も設けられている。

#### のりば
| 番線 | 路線                 | 方向 | 行先         | 備考 |
| ---- | -------------------- | ---- | ------------ | ---- |
| 1    | 金沢シーサイドライン | 下り | 金沢八景方面 |      |
| 2    | 金沢シーサイドライン | 下り | 金沢八景方面 |      |

（出典：シーサイドライン:駅構内図）

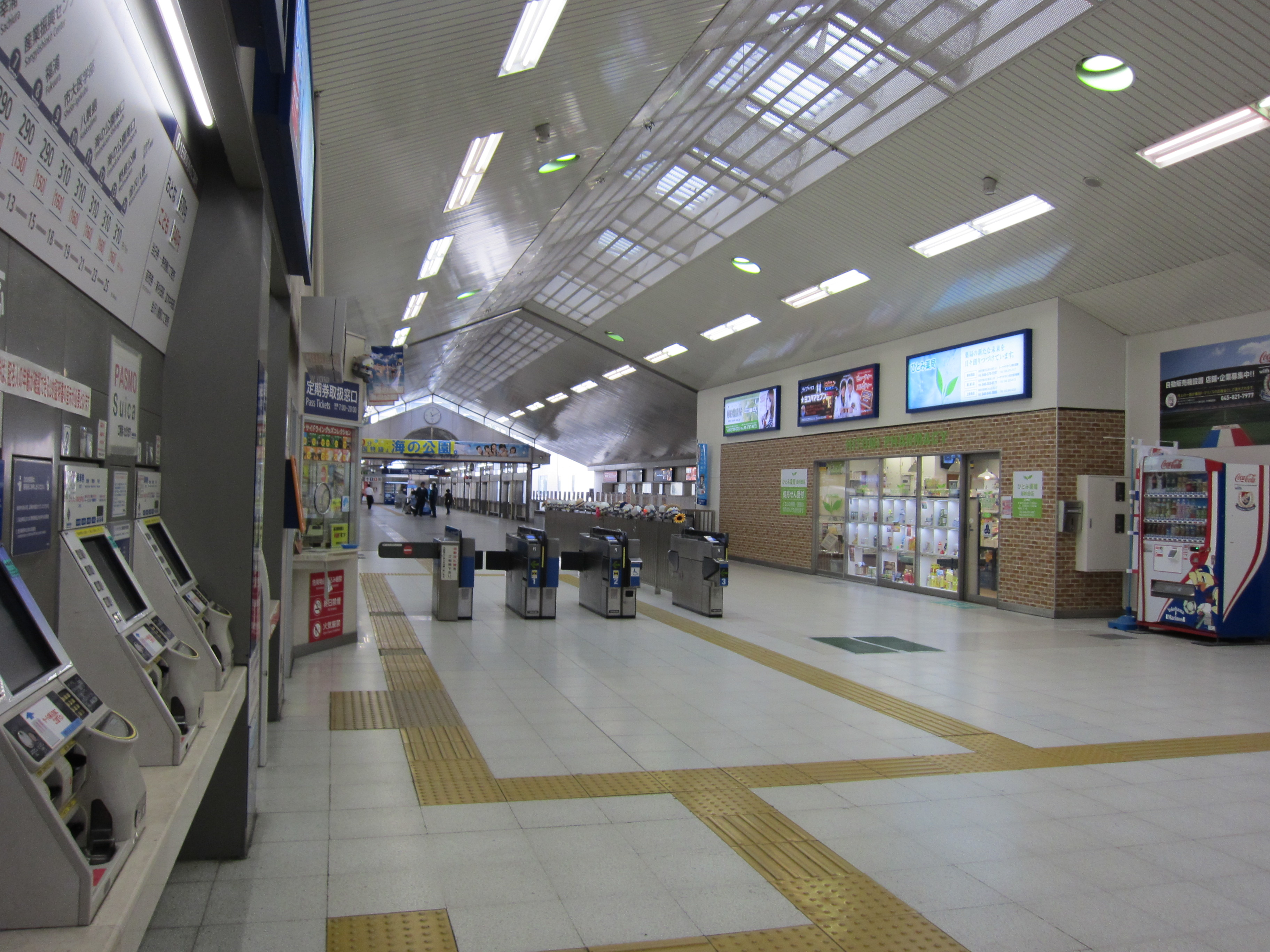
改札口
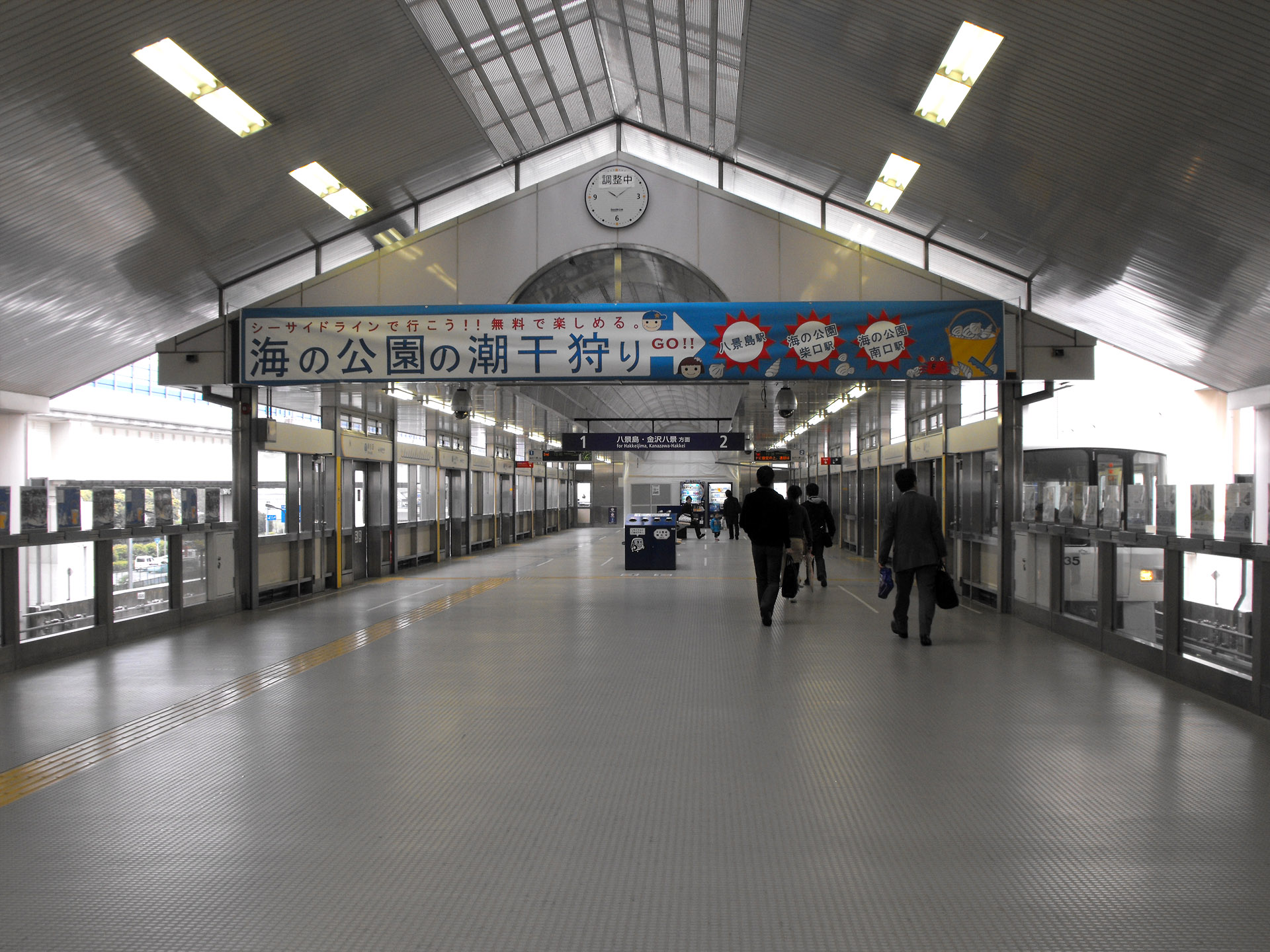
横浜新都市交通（現・横浜シーサイドライン）ホーム（2010年4月）

## 利用状況
- JR東日本 - 2023年度（令和5年度）の1日平均乗車人員は33,410人である[利用客数 1]。
- 横浜シーサイドライン - 2022年度（令和4年度）の1日平均乗降人員は31,315人（乗車：15,618人／降車：15,697人）である[乗降データ 1]。
同社の中では第1位。

### 年度別1日平均乗降人員
2006年度（平成18年度）以降の1日平均乗降人員推移は下記の通り。
| 年度               | 横浜シーサイドライン | 横浜シーサイドライン |
| 年度               | 1日平均 乗降人員     | 増加率               |
| ------------------ | -------------------- | -------------------- |
| 2006年（平成18年） | 31,310               |                      |
| 2009年（平成21年） | 32,536               |                      |
| 2010年（平成22年） | 32,430               | −0.3%                |
| 2011年（平成23年） | 31,695               | −2.3%                |
| 2012年（平成24年） | 32,398               | 2.2%                 |
| 2013年（平成25年） | 33,337               | 2.9%                 |
| 2014年（平成26年） | 32,919               | −1.3%                |
| 2015年（平成27年） | 33,446               | 1.6%                 |
| 2016年（平成28年） | 33,559               | 0.3%                 |
| 2017年（平成29年） | 34,043               | 1.4%                 |
| 2018年（平成30年） | 33,973               | −0.2%                |
| 2019年（令和元年） | 32,090               | −5.9%                |
| 2020年（令和02年） | 28,477               | −11.3%               |
| 2021年（令和03年） | 29,803               | 4.7%                 |
| 2022年（令和04年） | 31,315               | 5.1%                 |

### 年度別1日平均乗車人員（1991年 - 2000年）
1991年度（平成3年度）以降の1日平均乗車人員推移は下記の通り。
| 年度               | JR東日本 | 横浜新都市交通 | 出典               |
| ------------------ | -------- | -------------- | ------------------ |
| 1991年（平成03年） | 31,116   |                |                    |
| 1992年（平成04年） | 31,913   | 13,753         |                    |
| 1993年（平成05年） | 34,677   | 15,304         |                    |
| 1994年（平成06年） | 34,830   | 15,266         |                    |
| 1995年（平成07年） | 34,405   | 15,267         | [ 乗降データ 2 ]   |
| 1996年（平成08年） | 34,741   | 15,672         |                    |
| 1997年（平成09年） | 34,743   | 15,340         |                    |
| 1998年（平成10年） | 36,360   | 16,920         | [ 神奈川県統計 1 ] |
| 1999年（平成11年） | 35,368   | 16,163         | [ 神奈川県統計 2 ] |
| 2000年（平成12年） | 34,121   | 15,413         | [ 神奈川県統計 2 ] |

### 年度別1日平均乗車人員（2001年以降）
| 年度               | JR東日本 | 横浜シーサイドライン | 出典                |
| ------------------ | -------- | -------------------- | ------------------- |
| 2001年（平成13年） | 33,947   | 15,236               | [ 神奈川県統計 3 ]  |
| 2002年（平成14年） | 33,720   | 15,072               | [ 神奈川県統計 4 ]  |
| 2003年（平成15年） | 33,451   | 15,071               | [ 神奈川県統計 5 ]  |
| 2004年（平成16年） | 33,804   | 15,350               | [ 神奈川県統計 6 ]  |
| 2005年（平成17年） | 34,447   | 15,491               | [ 神奈川県統計 7 ]  |
| 2006年（平成18年） | 35,260   | 15,655               | [ 神奈川県統計 8 ]  |
| 2007年（平成19年） | 36,725   | 16,163               | [ 神奈川県統計 9 ]  |
| 2008年（平成20年） | 37,422   | 16,361               | [ 神奈川県統計 10 ] |
| 2009年（平成21年） | 37,415   | 16,276               | [ 神奈川県統計 11 ] |
| 2010年（平成22年） | 36,686   | 16,194               | [ 神奈川県統計 12 ] |
| 2011年（平成23年） | 36,314   | 15,850               | [ 神奈川県統計 13 ] |
| 2012年（平成24年） | 37,105   | 16,207               | [ 神奈川県統計 14 ] |
| 2013年（平成25年） | 37,569   | 16,664               | [ 神奈川県統計 15 ] |
| 2014年（平成26年） | 37,719   | 16,450               | [ 神奈川県統計 16 ] |
| 2015年（平成27年） | 38,498   | 16,730               | [ 神奈川県統計 17 ] |
| 2016年（平成28年） | 38,474   | 16,774               | [ 神奈川県統計 18 ] |
| 2017年（平成29年） | 38,320   | 17,028               | [ 神奈川県統計 19 ] |
| 2018年（平成30年） | 37,782   | 16,999               | [ 神奈川県統計 20 ] |
| 2019年（令和元年） | 36,810   | 16,003               | [ 神奈川県統計 21 ] |
| 2020年（令和02年） | 29,902   | 14,246               |                     |
| 2021年（令和03年） | 30,298   | 14,894               |                     |
| 2022年（令和04年） | 31,972   | 15,618               |                     |
| 2023年（令和05年） | 33,410   |                      |                     |

## 駅周辺
根岸線の東側は埋め立てによって生まれた工業地域となっており、IHI横浜工場、東芝横浜事業所、KATO HICOM本社、日本飛行機本社などがある。根岸駅付近から根岸線に沿ってきた首都高速湾岸線・国道357号は当駅で根岸線と分かれ、以後は金沢シーサイドラインに沿うこととなる。
駅の南西側では、国道16号沿いに古くからの町並みが開けている。2004年（平成16年）9月29日には西口から産業道路を挟んだ場所にマンションを併設した大規模な商業施設「らびすた新杉田」が完成し、駅の西口と新杉田歩道橋で直結している。
京浜急行電鉄（京急本線）の杉田駅はぷらむロード杉田商店街（県道22号）を西に400mほどの距離で、乗り換え客も多い。2008年3月15日より定期券についてJR新杉田駅・京急杉田駅接続の連絡運輸を開始した。
駅の周辺にある主要な施設としてはその他新杉田地域ケアプラザ、（地球シミュレータ等で有名な）JAMSTEC（海洋研究開発機構）横浜研究所などが存在する。
- らびすた新杉田
  - 横浜市磯子区民文化センター 杉田劇場
  - 杉田劇場は1945年から1950年（昭和20年から25年）まで存在した劇場で、美空ひばりが初舞台を踏んだことで知られる。2005年（平成17年）に国道16号の根岸線高架下に旧杉田劇場の跡地を表すモニュメントが建立されたが、文化センターにもこの杉田劇場の名前が付けられることとなった。
- 横浜市行政サービスコーナー新杉田
- 新杉田公園
- 磯子スポーツセンター
- 横浜市南部地域療育センター
- 磯子・金沢シーサイド住宅公園
  - 現在の新杉田公園、スポーツセンター、療育センター付近には1980年代中頃まで西武グループの杉田ゴルフ場、テニスコート、西武自動車学校があったが、いずれも金沢シーサイドライン市大医学部駅周辺に移転し、自動車学校は「南横浜自動車学校」と改名された。杉田ゴルフ場の名称は現在もそのまま使われている。

## バス路線

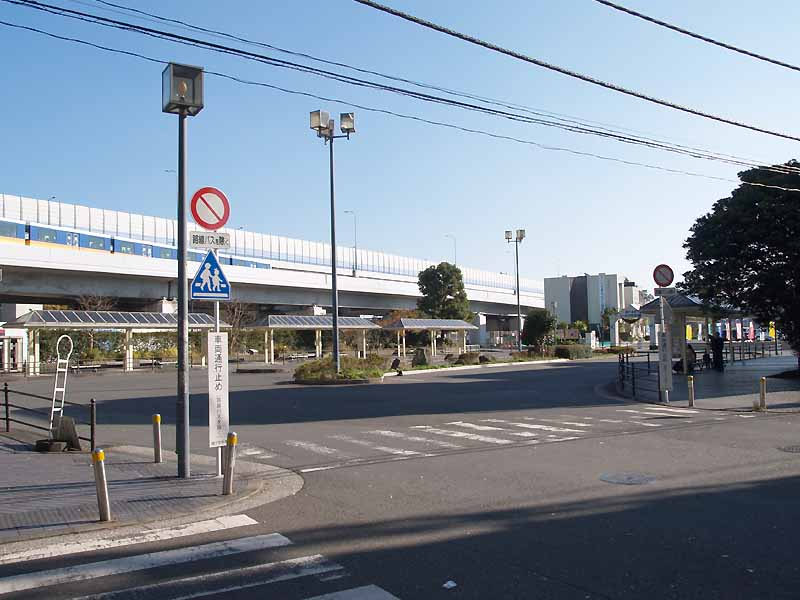
新杉田駅前バスターミナル（2007年12月）

駅前バスロータリー内及び、らびすた新杉田前の「新杉田駅前」と、徒歩5分程の所にある国道16号上の「聖天橋」の二箇所が最寄りバス停。
| のりば     | 運行事業者   | 系統・行先                                                                                             | 備考                                      |
| 新杉田駅前 | 新杉田駅前   | 新杉田駅前                                                                                             | 新杉田駅前                                |
| ---------- | ------------ | --- | ----------------------------------------- |
| 1          | 横浜交通開発 | 61：入国管理局・三井アウトレットパーク                                                                 | 三井アウトレットパーク行は土休日のみ      |
| 2          | （不使用）   | （不使用）                                                                                             | （不使用）                                |
| 3          | 横浜交通開発 | 117（急行）：ESR横浜幸浦DC前循環                                                                       | 平日朝・夕2便のみ                         |
| 4          | 横浜市営バス | 215：大谷団地循環                                                                                      |                                           |
| 6          | 横浜交通開発 | 61：磯子駅                                                                                             |                                           |
| 聖天橋     |              | |                                           |
| －         | 京浜急行バス | - 4：磯子駅 / 追浜車庫・追浜駅・金沢文庫 - 上5：杉田 - 磯6：杉田 / 上大岡駅 - 110：横浜駅 / 杉田平和町 | 「4」の追浜駅・金沢文庫行きは平日のみ運行 |

## 隣の駅
東日本旅客鉄道（JR東日本）
 根岸線
■快速・■■各駅停車
磯子駅 (JK 06) - 新杉田駅 (JK 05) - 洋光台駅 (JK 04)
横浜シーサイドライン
 金沢シーサイドライン
新杉田駅 (1) - 南部市場駅 (2)

### 記事本文